# Хедерт
Хедерт (њем. Heddert) општина је у њемачкој савезној држави Рајна-Палатинат. Једно је од 103 општинска средишта округа Трир-Сарбург. Према процјени из 2010. у општини је живјело 233 становника. Посједује регионалну шифру (AGS) 7235040.

## Географски и демографски подаци
Хедерт се налази у савезној држави Рајна-Палатинат у округу Трир-Сарбург. Општина се налази на надморској висини од 500 метара. Површина општине износи 4,9 km². У самом мјесту је, према процјени из 2010. године, живјело 233 становника. Просјечна густина становништва износи 48 становника/km².